# Isothrix pagurus
Espèce
Statut de conservation UICN

 LC  : Préoccupation mineure
Isothrix pagurus est une espèce de rongeurs de la famille des Echimyidae. C'est un « rat épineux » endémique du Brésil.
Cette espèce a été décrite pour la première fois en 1845 par le zoologiste allemand Johann Andreas Wagner (1797-1861).